# Ľudovítová
Ľudovítová este o comună slovacă, aflată în districtul Nitra din regiunea Nitra. Localitatea se află la altitudinea de 150 m deasupra n.m., se întinde pe o suprafață de 1,88 km2 și în 2017 număra 242 de locuitori.

## Istoric
Localitatea Ľudovítová este atestată documentar din 1389.

## Demografie
| An:                | 1994 | 2004    | 2014   | 2024   |
| ------------------ | ---- | ------- | ------ | ------ |
| Număr de persoane: | 216  | 258     | 251    | 233    |
| Diferență:         |      | +19,44% | −2,71% | −7,17% |

| An:                | 2023 | 2024   |
| ------------------ | ---- | ------ |
| Număr de persoane: | 236  | 233    |
| Diferență:         |      | −1,27% |